# فینال جام یوفا ۱۹۷۲
فینال جام یوفا ۱۹۷۲، رقابت پایانی جام یوفا در سال ۱۹۷۲ میلادی است که مابین دو تیم باشگاه فوتبال تاتنهام و باشگاه فوتبال ولورهمپتون برگزار شده‌است.
این مسابقه که در تاریخ‌های ۳ مه ۱۹۷۲ و ۱۷ مه ۱۹۷۲ انجام شده‌است در مجموع با نتیجه ۳ بر ۲ به سود باشگاه فوتبال تاتنهام به پایان رسید.